# Чернов, Вячеслав Петрович
Вячеслав Петрович Чернов (1 января 1938, Казань — 8 июля 2010) — советский боксёр и судья.

## Биография
Вячеслав Чернов родился 1 января 1938 года в городе Казань.  
Спустя два года его отца перевели на Балашихинский литейно-механический завод, и Черновы переехали в Московскую область. Здесь он начал заниматься боксом и уже в пятнадцатилетнем возрасте участвовал в городских и областных соревнованиях. 
Окончил Московский институт инженеров железнодорожного транспорта. С 1964 года работал инженером Центрального НИИ Министерства путей сообщения СССР.
Выступал в соревнованиях по боксу за московские «Трудовые резервы» и «Труд». Тренировался под руководством Владимира Тренина.
Дважды выигрывал медали чемпионата СССР в весовой категории до 54 кг: бронзу в 1960 году, серебро в 1961 году. В 1960 году также победил на чемпионате Москвы и в первенстве ДСО «Труд».
Всего за карьеру провёл 206 боёв, одержал 185 побед.
Мастер спорта СССР (1959).
По окончании выступлений судил соревнования по боксу, был арбитром республиканской категории. Судил «Открытые ринги», первенство Москвы, турниры, которые проводились в разных городах страны.
Умер 8 июля 2010 года.